# Moamin

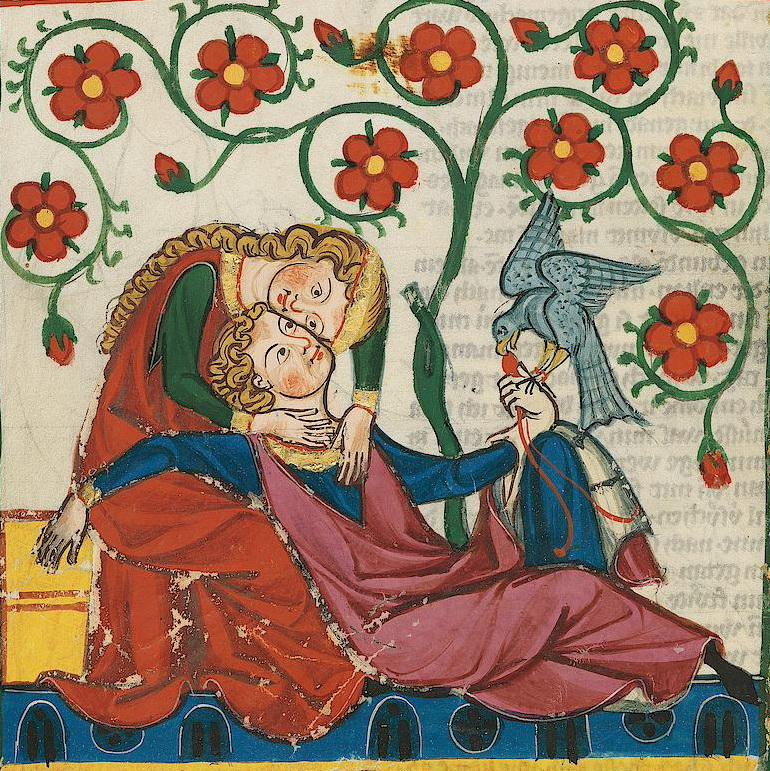
Escena idíl·lica sobre la falconeria a les terres de suèvia: Frederic II i Bianca Lancia (mare de Manfred), en el Codex Manesse. (Herr Konrad von Altstetten)

Moamín o Moamyn (fl. segle ix) és el nom amb el qual era conegut en l'Europa medieval un falconer àrab del segle ix, autor d'un important tractat sobre falconeria que solament ens ha estat transmès per les seves versions llatina i romàniques.

## Sobre la seva identitat
La identitat d'aquest falconer àrab és un misteri. El nom amb el qual se li coneix en l'Occident medieval és, sense cap dubte, el resultat de la corrupció o la simplificació de la pronunciació d'un nom àrab. François Viré va proposar identificar-lo amb Hunayn ibn Ishaq (809-873), metge del califa abasí al-Mutawàkkil, per tant, Moamín seria la deformació llatina de l'original Ḥunayn. Posteriorment, a la llum del nom que apareix en una de les còpies del Libro de los animales que cazan, escrit per Muhàmmad ibn Abd-Al·lah ibn Úmar al-Bayzar, es va voler veure en Moamín una simplificació de Muhàmmad. No obstant això, sembla molt més probable que es tracti d'una deformació de l'expressió àrab Amir al-muminín (‘Príncep dels creients’). Segons això, llavors, Moamín no seria el nom l'autor, sinó el de la persona a la qual se li va dedicar.

## Liber Moaminus
El Moamín és un tractat de falconeria en àrab, l'original de la qual és desconegut i solament es té accés a ell per mitjà de la traducció llatina que Teodor d'Antioquia va realitzar abans de 1241 per ordre de Frederic II de Hohenstaufen, quan aquest es trobava recopilant material pel seu De arte venendi cum avibus. Posteriorment va ser traslladat a altres llengües romàniques. El tractat està dividit en cinc parts; tres d'elles dedicades a la falconeria i les altres dues als gossos de caça. Així, el llibre I tracta de les aus de caça, de les cures que se'ls han de procurar i la manera de diagnosticar el seu estat; el llibre II presenta, al llarg de 62 capítols, les afeccions internes; i el llibre III les externes, a les quals dedica 15 capítols. El llibre IV i V se centren en els gossos i les seves malalties.
Encara que es desconeix l'original àrab del Moamín, sí es coneix la font última del mateix, ja que en gran manera agafa materials del tractat de al-Ghitrif, un falconer àrab del segle viii.

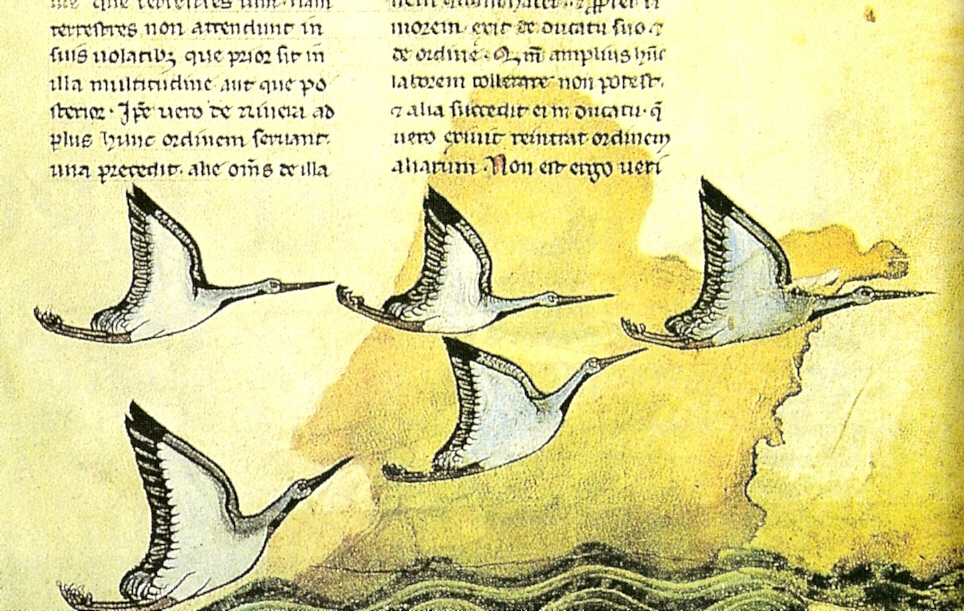
Detall de De arte venandi cum avibus

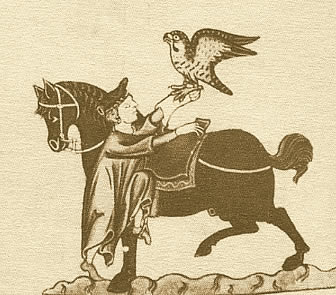
Un caçador amb el seu falcó. Miniatura de De arte venandi cum avibus.

### Difusió del tractat
Una vegada abocat al llatí va gaudir d'una àmplia i rica tradició manuscrita, com ho demostren els 43 testimonis censats, als que cal afegir diverses versions en llengua romanç.

#### Traduccions vernacles
Entre les versions romàniques, destaca la que va realitzar al franc-italià Daniel Deloc de Cremona (1249-1272) per ordre del rei Enzo de Sardenya, fill bastard de Frederic II, mentre aquest va estar pres a Bolonya. En el segle xiv va ser traduïda al toscà pel mestre Moroello de Sarzana, i al segle xv Iammarco Cinico la va traduir al dialecte napolità per a Ferran I de Nàpols. Existeix una versió impresa parcial, en italià, en un incunable de Sebastiano Antonio de Marinis (1547).

#### Hipòtesi sobre un segon tractat de falconeria de l'emperador Frederic

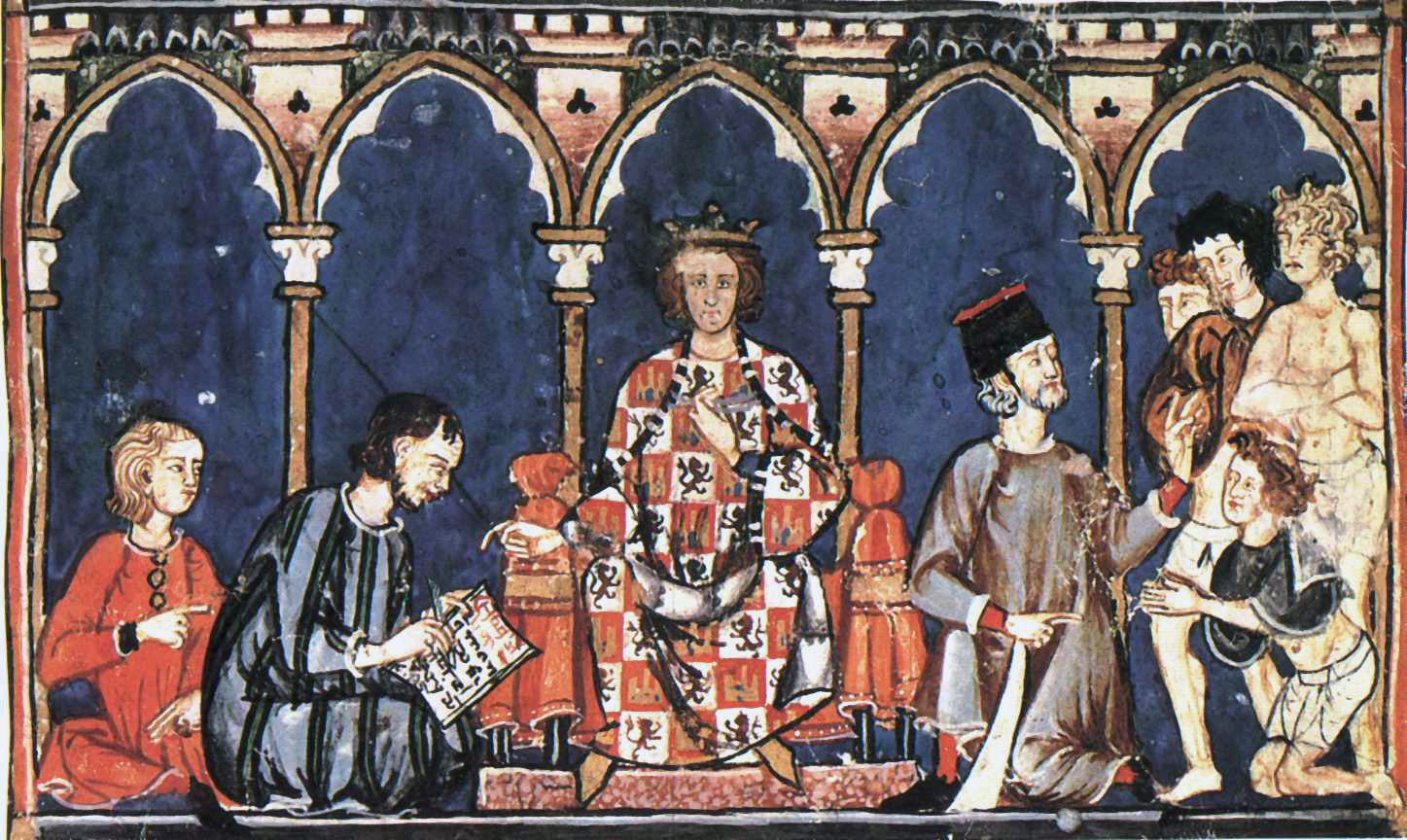
La cort d'Alfonso X «el Sabio».

També alguns han suggerit que el Moamín va ser incorporat un segon Falkenbuch, propietat de Frederic II. La conjectura, originalment proposada per Haskins, va ser seguida per diversos estudiosos, incloent, en particular, Johannes Fried, i finalment acceptada per Anna Laura Trombetti Budriesi, autora d'una edició crítica (amb traducció a l'italià) de De art venandi cum avibus.

#### Libro de los animales que caçan
Durant algun temps s'ha considerat com una versió castellana del Liber Moaminus, però directa de l'àrab, l'anomenat Libro de los animales que caçan, també conegut, equívocament, com a Arte de ceteria. L'error d'identificació parteix que quan es va posar en relació el text llatí amb el castellà, l'únic manuscrit de la versió castellana que es coneixia (L'Escorial, ms. V.ii.19) mancava dels cinc primers folis, en els quals devia constar tant el nom de l'autor com el títol de l'obra, per la qual cosa a causa de la seva similitud amb el Moamín es va establir que el text castellà era una versió hispànica del mateix. No obstant això, el 1983 es va posar a la venda una manuscrit procedent de la col·lecció del bibliófil britànic Sir Thomas Phillipps, manuscrit que va ser adquirit el 1985 per a la Biblioteca Nacional d'Espanya (ms. Reservat 270), que declarava no solament el títol de l'obra, Libro de los animales que caçan sinó també el nom de l'autor «Mafomat, fijo d'Aud Alla e nieto de Homar el Acetrero de las aves e de las bestias que caçan», és a dir, Muhàmmad ibn Abd-Al·lah ibn Úmar al-Bayzar. No obstant això, la publicació d'una part de l'original àrab del que procedeix el Libro de los animales que caçan, el Kitab al-Mutawakkil, ha demostrat que no es pot considerar com un membre de la família dels Moamín al text castellà, encara que tenen certes relacions a causa que comparteixen fonts comunes.